# Zárubek
Zárubek je železniční stanice, která se nachází u dolu Zárubek ve Slezské Ostravě. Leží na Báňské dráze, která je v současnosti (stav k roku 2021) ve správě společnosti PKP Cargo International (někdejší OKD, Doprava). Leží v km 4,550 Báňské dráhy mezi stanicemi Ostrava střed a Josefova jáma a vychází z ní trať do Nové hutě.

## Historie
Stanice Zárubek byla vybudována na tzv. Báňské dráze, která byla v úseku mezi pozdější stanicí Ostrava střed a stanicí Michálkovice dána do provozu v roce 1863. Trať přes Zárubek až do stanice Salm byla později zdvoukolejněna, během druhé světové války byla dvoukolejka zřízena až do Josefovy jámy.

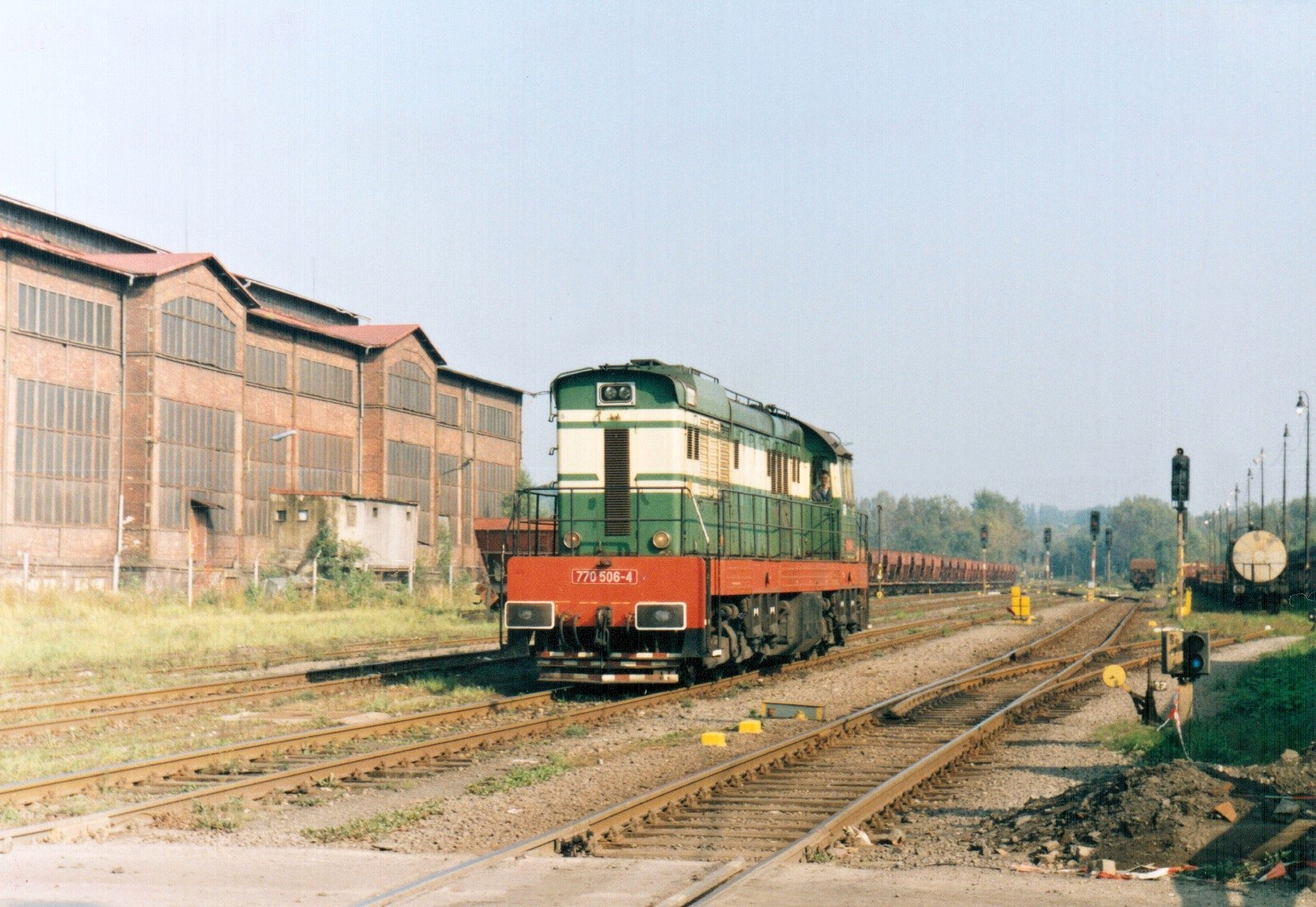
Lokomotiva řady 770 ve východní části stanice, vlevo je později zbouraná budova dolu Zárubek

Po skončení 2. světové války byla Báňská dráha – a tedy i Zárubek – znárodněna a začleněna do podniku Ostravsko-karvinské kamenouhelné doly, tj. pozdější OKD. 1. ledna 1952 byla trať se stanicemi začleněna do nově vytvořeného národního podniku OKR-Doprava, ale provoz na Báňské dráze i v Zárubku zajišťovali zaměstnanci Československých státních drah. Až od 1. ledna 1989 převzali provoz v Zárubku dopravní zaměstnanci OKD, Dopravy.
V roce 1968 bylo v Zárubku aktivováno reléové zabezpečovací zařízení typu GS II 63 východoněmecké firmy VEB Werk für Signal- und Sicherungstechnik Berlin (WSSB). Ještě v roce 1995 byl Zárubek domovskou stanicí pro tři lokomotivy. Lokomotiva označená ZT („Zárubecká traťová“) byla určena pro traťovou službu (kmenově se jednalo o stroj T669.0532), stroj ZT („Zárubecká posunka“, kmenově T448.0674) sloužil na denních směnách na posunu, na nočních směnách podle potřeby i v traťové službě, třetí lokomotiva byla označena G1 (různá lokomotivy řady T448.0/740) a byla nasazena v traťové službě.
Po poklesu počtu vlaků byla Báňská dráha v 90. letech 20. století opět zjednokolejněna, ke zrušení druhé koleje mezi Zárubkem a Josefovou jámou došlo v roce 1999.
V roce 1988 bylo zřízeno propojení mezi Zárubkem a Novou hutí, které umožnilo jízdy vlaků mezi Báňskou dráhou a vlečkou Nové hutě mimo přetíženou veřejnou železniční síť.

## Popis stanice
Stanice je mezilehlou na Báňské dráze mezi stanicemi Ostrava hlavní nádraží, obvod Ostrava střed a Josefova jáma. Odbočuje z ní trať do Nové hutě. Ve stanici se nachází opravna vozů. Ve stanici je k dispozici 11 dopravních kolejí a dále koleje manipulační. Provoz je řízen místně mistrem pomocí reléového zabezpečovacího zařízení WSSB GS II 63. Mistr ze Zárubku rovněž dálkově řídí provoz v sousední stanici Josefova jáma.
Uprostřed stanice v km 4,592 se nachází železniční přejezd ulice Podzámčí, který je vybaven světelným přejezdovým zabezpečovacím zařízením se závorami. Vjezdové návěstidlo L od Ostravy středu leží v km 3,622, na opačné straně stanice v km 6,066 se nachází ještě odbočná výhybka na kolejiště Jan Maria, vjezdové návěstidlo S od Josefovy jámy tak leží až v km 6,203. Ve směru od Nové hutě je vjezdové návěstidlo NS také značně vysunuto, leží až v km 6,937, před kolejovým rozvětvením ve stanici pak je ještě cestové návěstidlo Sc90 v km 5,097. Jízdy vlaků v přilehlých úsecích jsou zabezpečeny telefonickým dorozumíváním, s výjimkou úseku do Ostravy středu, kde funguje traťový souhlas se samočinnou kontrolou volnosti trati. V minulosti traťový souhlas fungoval i v úseku Zárubek – Josefova jáma. Zajímavostí je, že drážní vozidla mezi Ostravou středem a Zárubkem mohou jezdit nejen jako vlak, ale také jako posun.